# Białogard Wąskotorowy Przystanek
Białogard Wąskotorowy Przystanek – nieczynny przystanek kolei wąskotorowej (Białogardzka Kolej Dojazdowa) w Białogardzie, w województwie zachodniopomorskim, w Polsce.